# Twm
twm (от англ. Tom's Window Manager или Tab Window Manager) — стандартный менеджер окон для X Window System, начиная с версии X11R4. twm был создан Томом ЛаСтрэйнджем (Tom LaStrange).
twm был большим прорывом в своё время, но был вытеснен другими оконными менеджерами и больше не поддерживается. Несмотря на то, что менеджер является устаревшим, он оказал значительное влияние на разработку других проектов. Многие менеджеры, такие как swm (также написанный ЛаСтрэйнджем), vtwm, tvtwm, CTWM, FVWM и их производные написаны на основе исходного кода twm, многие другие используют идеи, впервые использованные в нём.

## История
twm был написан Томом Ластрейнджем как замена uwm, когда Том работал в компании Evans & Sutherland, которая была частью Консорциума X: «Я сел за свой монохромный Sun 3/50 и напечатал vi twm.c, а затем открыл документацию X11n. twm был моей первой программой для X. Примерно шесть месяцев спустя, я убедил своего менеджера разрешить мне отправить копию в группу новостей comp.windows.x для тестирования.» Версия для X11R1 была опубликована в группе новостей Usenet comp.unix.sources 3 июня 1988 года.
Несколько месяцев спустя, Джим Фултон из Консорциума X (который в то время был частью Массачусетского технологического института) приблизился к Evans and Sutherland и попросил их передать обслуживание кода Консорциуму X, а затем Фултон привёл его в соответствие с зарождающимися Справочным руководством соглашений по межклиентским взаимодействиям. Впоследствии, twm был выпущен как стандартный образцовый оконный менеджер для X11R4, заменив uwm.
Согласно Фултону, слово «вкладка» (англ. tab) было выбрано потому, что оно удобно начиналось с буквы «T» и делало акцент на сжатии заголовков окон функций., из-за чего они выглядели как папки с вкладками.

## Использование twm

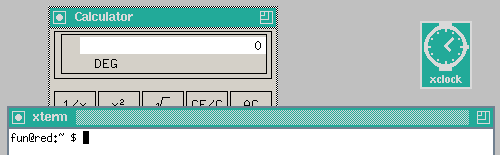
twm с запущенным xcalc и xterm, xterm находится в фокусе. xclock свёрнут.

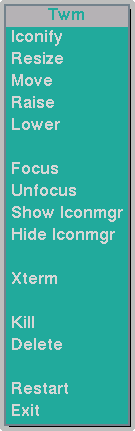
Меню twm

Графический интерфейс twm значительно отличается от интерфейса большинства современных оконных менеджеров и окружений рабочего стола, которые склонны походить на Apple Macintosh или на различные версии Microsoft Windows. Новым пользователям сложно освоить twm без прочтения man-документации.
В стандартной конфигурации twm заголовок окна содержит две кнопки:
- Изменить размер (вложенные квадраты): пользователь нажимает на эту кнопку, наводит мышь на край окна, который он хотел бы переместить, затем отпускает, когда окно достигло желаемого размера.
- Свернуть (круг): уменьшает размер окна до размеров значка.

В заголовке окна нет кнопки для закрытия. Нажатие левой кнопкой мыши на рабочем столе вызывает меню, которое даёт возможность завершить работу окна.
Нажатие левой кнопкой мыши по заголовку выводит окно поверх всех окон; нажатие средней кнопкой позволяет переместить окно; нажатие правой кнопкой мыши делает окно самым нижним.
Окна фокусируются при наведении на них курсора, а не по нажатию на них.
Создание нового окна сперва вызывает появление сетки размером 3×3, которая следует за указателем мыши, ожидая нажатия в месте, где окно должно быть открыто. Нажатие левой кнопкой открывает окно в заданном положении, нажатие средней кнопкой позволяет изменить размер окна до его открытия, нажатие правой кнопкой открывает окно в заданном положении, но размером до нижнего края экрана.